# Simon Hantaï
Simon Hantaï (født 7. december 1922 i Biatorbágy, død 12. december 2008 i Paris) var en ungarsk maler.
Han studerede kunst i Budapest, Italien og Frankrig. Han er far til musikerne Marc, Jerôme og Pierre Hantaï.